# Baron Crofton
Baron Crofton, of Mote in the County of Roscommon, ist ein erblicher britischer Adelstitel in der Peerage of Ireland.
Historischer Familiensitz der Barone war Mote Park in Mote Demesne im County Roscommon.

## Verleihung
Der Titel wurde am 8. März 1798 Dame Anne Crofton, Witwe des Sir Edward Crofton, 2. Baronet (1746–1797), verliehen.
Ihr Enkel, der ihr 1817 als 2. Baron folgte, hatte 1816 den Titel 4. Baronet, of the Mote in the County of Roscommon, geerbt, der am 12. Juni 1758 in der Baronetage of Ireland ihrem Schwiegervater Marcus Crofton († 1774) verliehen worden war. Heutiger Titelinhaber ist seit 2007 dessen Ur-ur-ur-urenkel Edward Crofton als 8. Baron.

## Liste der Barone Crofton (1798)
- Anne Crofton, 1. Baroness Crofton (1751–1817)
- Edward Crofton, 2. Baron Crofton (1806–1869)
- Edward Crofton, 3. Baron Crofton (1834–1912)
- Arthur Crofton, 4. Baron Crofton (1866–1942)
- Edward Crofton, 5. Baron Crofton (1926–1974)
- Charles Crofton, 6. Baron Crofton (1949–1989)
- Guy Crofton, 7. Baron Crofton (1951–2007)
- Edward Crofton, 8. Baron Crofton (* 1988)

Voraussichtlicher Titelerbe (Heir Presumptive) ist der Zwillingsbruder des aktuellen Titelinhabers, Hon. Marcus Crofton (* 1988).